# 犯人は誰だ!!
犯人は誰だ!!（はんにんはだれだ!!）は、つげ義春による日本の漫画作品。1954年10月に、『痛快ブック』（芳文社）に掲載された1頁の漫画作品である。つげ義春18歳のときの実質デビュー作とされる『白面夜叉』より以前の作品で、つげが発表した最初の作品。

## 解説
『漫画少年』などでは、ストーリー漫画を描く前に4コマ漫画で漫画作法の基礎を作らねばならない、としきりに説かれていた影響もあり、つげも『白面夜叉』以前には、こうした4コマ、1コマ漫画を描いていた。そのうちの1作。4コマ漫画に起承転結が圧縮されると手塚治虫も当時発言していたこともあり、つげも「そんなものかなあ」と考え、基礎としてやらねばという風に義務的に考え描いていたが、後年「関係ない」といっている。また、鈴木志郎康との対談でも、一コマの漫画など面白くないと語っている。当時、『漫画少年』以外にも『アサヒグラフ』や『毎日グラフ』などにも漫画欄があり、大人向けの1コマ漫画の投稿が多くあって、投稿で当選者には500円～1000円、高いものでは3000円の賞金が出ており、投稿で生活するセミプロもいた。『痛快ブック』には投稿欄はなかったが、小説の端っこに4コマ漫画を突然載せるという形式で採用された。ときには1コマ、4コマを混ぜたものが3－4つ掲載され、つげの作品で1ページが割かれることもあった。つげは当時メッキ工であった。1954年の1年間はこうしたものを数多く描いており、出版社の方からフィルム漫画を描いてほしい、というような注文が来ることもあり、それだけでは生活できないことを覚悟の上、単行本を描くことも想定して、その後メッキ工をやめてしまう。

## あらすじ
少年名探偵凸山は、何かが起こりそうな予感のする陰気な夜を歩いていると、突然男の悲鳴を聞く。路上に倒れていたのは、顔見知りのあんまのタコ山さんだった。あんま仲間では有名なほど小金をためているタコ山さんは、いつも首に何十万円も巻いていたのだが、それがなくなっていた。

## 収録本
- 『つげ義春初期傑作短編集』第1巻、つげ義春、コミックス、2003年5月 ISBN 406364507X